# Dorota Paciarelli
Dorota Maria Paciarelli z domu Dembowy (ur. 6 maja 1957) – polska działaczka kultury, producentka filmowa. Dyrektorka Instytutu Polskiego w Berlinie (1990–1996).
Pochodzi z Kalisza. W latach 80. współpracowała z Krzysztofem Kieślowskim jako organizatorka warsztatów, tłumaczka oraz agentka w krajach niemieckojęzycznych. W latach 1990–1996 była dyrektorką Instytutu Polskiego w Berlinie. W latach 1999–2005, jako szefowa warsztatów scenariuszowych i developmentu w funduszu regionalnym Nordmedia w Dolnej Saksonii, zajmowała się programami stypendialnymi oraz wspieraniem początkujących scenarzystów. W latach 2005–2008 współtworzyła Polski Instytut Sztuki Filmowej na stanowisku zastępczyni dyrektora, kierując pracą działu współpracy z UE i międzynarodowych koprodukcji. Jest członkinią Stowarzyszenia Filmowców Polskich, Europejskiej Akademii Filmowej i przewodniczącą zarządu Forum Krzysztofa Kieślowskiego w Berlinie. Pierwsza dyrektor artystyczna festiwalu Hommàge a Kieślowski. Jest producentką filmową, konsultantką i menedżerką kultury.